# Videbæk
Videbæk ist eine dänische Kleinstadt in Westjütland. Sie gehört zur Kommune Ringkøbing-Skjern in der Region Midtjylland.
Von 1794 bis 1970 gehörte der Ort zu Ringkøbing Amt, von 1970 bis 2007 zu Ringkjøbing Amt.
Die Videbæk Kirke bildet den Mittelpunkt des Kirchspiels Videbæk Sogn.
Videbæk war Endhaltepunkt der Bahnlinie Skjern-Videbæk, die von 1920 bis 1981 bestand. Bereits 1955 wurde die Personenbeförderung eingestellt. Der Bahnhof blieb erhalten, ebenso ein Teil der Gleise. Vom 3 km entfernten Herborg aus kann man eine 11 km lange Strecke mit dem Schienenfahrrad erkunden. Die Erhaltung ist dem ehrenamtlichen Engagement der Foreningen Videbæk-Skjern Veteran- og Modeljernbane zu verdanken.